# Кутемели
Кутемели (Камышлы, тат. Күтәмәле) — село в Сармановском районе Республики Татарстан России. Административный центр Новоимянского сельского поселения.

## География
Село находится в восточной части Татарстана, в лесостепной зоне, в пределах северных отрогов Бугульмино-Белебеевской возвышенности, на берегах реки Камышлы, при автодороге 16К-0345, в 17 км к югу от села Сарманова, административного центра района. Абсолютная высота — 177 метров над уровнем моря.

### Климат
Климат характеризуются как умеренно континентальный, с продолжительной умеренно холодной зимой и коротким тёплым летом. Среднегодовая температура воздуха составляет 3,8 °С. Средняя температура воздуха самого холодного месяца (января) — −12,2 °C; самого тёплого месяца (июля) — 19,7 °C. Безморозный период длится в течение 112—116 дней. Среднегодовое количество атмосферных осадков составляет 460 мм, из которых 340 мм выпадает в период с апреля по октябрь. Снежный покров держится 155—165 дней.

### Часовой пояс
Село Кутемели, как и весь Татарстан, находится в часовой зоне МСК (московское время). Смещение применяемого времени относительно UTC составляет +3:00.

## История
Известна с 1710–1711 годов.
До 1860-х годов жители относились к сословию государственных крестьян. Их основные занятия в этот период – земледелие и скотоводство.
В «Списке населенных мест по сведениям 1870 года», изданном в 1877 году, населённый пункт упомянут как деревня Кутемели 2-го стана Мензелинского уезда Уфимской губернии. Располагалась при речке Кутемеле, по левую сторону коммерческого тракта из Бирска в Мамадыш, в 80 верстах от уездного города Мензелинска и в 14 верстах от становой квартиры в селе Александровское (Кармалы). В деревне, в 63 дворах жили 397 человек (198 мужчин и 199 женщин, татары), была мечеть. Жители занимались земледелием, скотоводством.
По сведениям переписи 1897 года, в деревне Кутемели Мензелинского уезда Уфимской губернии жили 973 человека (478 мужчин и 495 женщин), из них 970 мусульман.
В начале XX века в селе были 2 мечети (одна из них закрыта в 1939 г., здание передано детским яслям), 5 мектебов. Земельный надел сельской общины составлял 1565,7 десятины.
До 1920 года село входило в Старо-Кашировскую волость Мензелинского уезда Уфимской губернии. С 1920 года в составе Мензелинского, с 1922 – Челнинского кантонов ТАССР. С 10 августа 1930 года в Сармановском районе.
С 1930 года в селе действовали колхозы. В 1995–2002 — коллективное предприятие, в 2003–2005 — сельскохозяйственный производственный кооператив.

## Население
| 1816 | 1870 | 1897 | 1913 | 1920 | 1926 | 1938 | 1949 | 1958 | 1970 | 1979 | 1989 | 2002 | 2010 | 2011 | 2021 |
| ---- | ---- | ---- | ---- | ---- | ---- | ---- | ---- | ---- | ---- | ---- | ---- | ---- | ---- | ---- | ---- |
| 73   | 397  | 973  | 1351 | 1320 | 945  | 936  | 917  | 737  | 612  | 492  | 335  | 359  | 372  | 358  | 319  |

### Национальный состав
Национальный состав села — татары.
Согласно результатам переписи 2002 года, в национальной структуре населения татары составляли 98 % из 359 чел.

## Экономика
С 2006 года действуют подразделение «Родина» общества с ограниченной ответственностью «Агрофирма «Джалиль», крестьянское (фермерское) хозяйство.
Жители занимаются растениеводством, молочным животноводством.

## Инфраструктура
В селе действуют неполная средняя школа (с 1930 г. как начальная), дом культуры (с 1969 г.), библиотека (с 1968 г.), фельдшерско-акушерский пункт (с 2003 г.).

## Религия
Мечеть «Жэмиг» (с 1997 г.).